# 아르베르니족

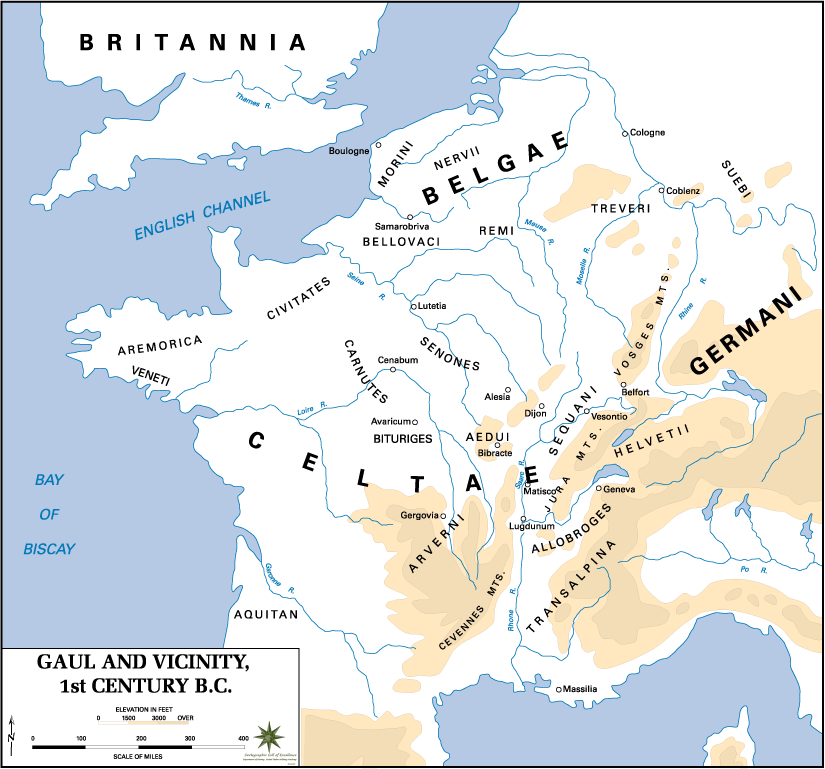
기원전 1세기경의 갈리아 부족의 세력

아르베르니족은 현재의 프랑스 리옹 근처에 살던 갈리아 부족 중의 하나이다. 기원전 3세기. 기원전 2세기에는 강력한 갈리아 부족으로 게르고비아가 수도였다.  기원전 123년 로마에 복속되어 로마는 이곳에 프로빈키아 속주를 만들었다.
아르베니족이 다시 강력해진 것은 기원전 53년경 원래 친로마파였던 삼촌을 제거하고 부족장이 된 베르킨게토릭스 시대였다. 그는 갈리아 부족의 총궐기를 호소하면서 로마에 반기를 들었고 뛰어난 지도력으로 율리우스 카이사르를 괴롭혔으나 끝내 알레시아 공방전에서 패하고 로마에 항복하였다.

## 같이 보기
- 갈리아의 부족들
- 갈리아 전쟁